# Batalla de Aguadulce
La batalla de Aguadulce fue una serie de enfrentamientos armados dentro del ámbito de la Guerra de los Mil Días entre liberales y conservadores. Concluyeron el 23 de febrero de 1901 y finalizaron con una aplastante victoria por parte del ejército liberal dirigido por el general Benjamín Herrera sobre el ejército conservador apostado en la ciudad de Aguadulce (Panamá) bajo las órdenes del general Francisco Castro.

## Primera batalla de Aguadulce
En enero de 1901 el general Benjamín Herrera acompañado de los caudillos panameños Belisario Porras y Victoriano Lorenzo llegaron a la ciudad y exigieron la total rendición del ejército conservador apostado en Aguadulce mediante un acuerdo justo, una petición a la que el ejército conservador se negó. Así el 21 y 22 de febrero el general mando sus tropas a Pocrí y el cerro el Vigía, buscando obtener una estrategia para atacar a Aguadulce; que se había convertido en el principal bastión en el interior de Panamá.
El 23 de febrero de 1901 comenzó una cruenta batalla que terminó con la toma del cerro Vigía y la derrota de las fuerzas conservadoras bajo el mando del general Castro, el cual logró escapar con algunos de sus oficiales antes de que terminara la batalla, ya que el resto se rindió ante las fuerzas de los liberales.

## Segunda batalla de Aguadulce
Más tarde, en el mes de junio, el gobierno conservador envió un poderoso ejército para retomar Aguadulce. Esta operación fue debidamente planeada para que fuera exitosa. Así una fuerza armada dirigida por el general Luis Morales Berti avanzaría desde la localidad de Antón hacia Aguadulce, mientras que otra dirigida por el general Francisco Castro desembarcaría más al oeste y avanzaría hacia Aguadulce cerrando la pinza; pero el general Castro prefirió desembarcar en Antón y unirse al general Berti. Este error fue aprovechado por las fuerzas liberales en Aguadulce para poder escapar, y aun así el 21 de junio de 1901 las fuerzas conservadoras lograron recapturar Aguadulce.

## El sitio de Aguadulce
El general Benjamín Herrera al tanto de la situación propuso un plan muy elaborado para retomar Aguadulce, así el general Herrera movilizó al vapor Padilla hacia el objetivo, lo que más tarde haría su ejército.  
De esta forma Herrera y su ejército ejecutaron un corte sistemático de todas las comunicaciones y envíos de suministros hacia Aguadulce y así quedó definitivamente sitiada por Herrera y sus tropas. Esta genial maniobra bélica traería como consecuencia el debilitamiento del ejército sitiado ya que más de la mitad de la fuerza conservadora fue vencida por el hambre, la fiebre y la disentería durante los 29 días que duró el sitio. Como el general Luis Morales Berti dijera: "Aquel Ejército de héroes vino a convertirse en un grupo desfalleciente que inspiraba lástima al mismo adversario". 
Ante la dura situación y bajo el incesante asedio del enemigo, el general Berti finalmente capitula Aguadulce el 27 de agosto de 1901, bajo severas condiciones impuestas por los liberales. En total fueron capturados 13 generales, 300 oficiales y alrededor de 3000 soldados, además de obtener una gran cantidad de material bélico.
El Sitio de Aguadulce es considerado como un excelente ejemplo de estrategia militar debido a su magnífica planificación y ejecución; un ejército liberal conformado apenas por 1000 unidades logró sitiar y vencer a un ejército mucho más experimentado y con un número de tropas que rondaban las 6000 unidades. Con esta victoria los liberales lograron consolidar su posición en el istmo durante aquella época, volviéndolo bastión rebelde.